# Галерија грбова Албаније
Галерија грбова Албаније обухвата актуелни грб Републике Албаније, њене историјске грбове, као и грбове њених управних округа.

## Актуелни грб Албаније
- Грб
 Албаније
 (1998-данас)

## Историјски грбови Албаније
- Грб Кнежевине Албаније 
(1914–1917)
- Грб Кнежевине Албаније 
(1920–1925)
- Грб Албанске републике 
(1925–1928)
- Грб Краљевине Албаније 
(1928–1939)
- Грб Фашистичке Албаније 
(1939–1943)
- Амблем НР Албаније 
(1946–1992)
- Грб Републике Албаније 
(1992-1998)

## Грбови округа Албаније
- Грб Региона Берат
- Грб Региона Дибер
- Грб Региона Драч
- Грб Региона Елбасан
- Грб Региона Фјер
- Грб Региона Ђирокастра
- Грб Региона Корча
- Грб Региона Кукеш
- Грб Региона Љеш
- Грб Региона Скадра
- Грб Региона Тирана
- Грб Региона Валона

## Грбови области у региону Берат
- Грб области Берат
- Грб области Кучова
- Грб области Скрапар
- Грб општине Поличан
- Грб општине Ура Вајгуроре

## Грбови области у региону Дибер
- Грб области Булћиза
- Грб области Мат

## Грбови области у региону Драч
- Грб области Драч
- Грб области Кроја
- Грб општине Шијак

## Грбови области у региону Елбасан
- Грб области Елбасан
- Грб области Грамш
- Грб области Либражд
- Грб области Пећин
- Грб општине Белш
- Грб општине Церик

## Грбови области у региону Фјер
- Грб области Фјер
- Грб општине Малакастра
- Грб области Лушње
- Грб општине Дивјак
- Грб општине Патос
- Грб општине Росковец